# Tatoeba
Tatoeba – otwarta, oparta na współpracy wielu użytkowników, baza zdań przykładowych (od typowego słownika lub translatora różni się tym, że nie tłumaczy on mechanicznie pojedynczych słów, ale zawiera obszerną, stale poszerzaną bazę zdań tłumaczonych przez rodzimych użytkowników). Nazwa projektu pochodzi od japońskiego słowa tatoeba (例えば) oznaczającego „na przykład”. Strona jest otwarta dla wszystkich internautów i daje im możliwość tłumaczenia zdań między znanymi im językami (administratorzy zalecają tłumaczenie tylko z języków znanych bardzo dobrze na ojczyste, by zdania brzmiały możliwie najbardziej naturalnie), komentowania zdań w celu ich poprawiania, a także dodawania wersji audio. Pomimo że tłumaczenia dokonuje się między dwoma językami, przy każdym zdaniu widoczne są także tłumaczenia pośrednie.
Tatoeba została założona przez Trang Ho w roku 2006. Początkowo utrzymywała projekt na serwerze SourceForge pod nazwą „multilangdict”. Obecnie kieruje witryną z Allanem Simonem, który dołączył w 2009 i jest głównym opiekunem strony. Dane zgromadzane przez serwer są dostępne za darmo na licencji Creative Commons.

## Zawartość
stan na 8 marca 2015
Tatoeba zawiera ponad 3 700 000 zdań w 151 oficjalnych i kilkunastu nieoficjalnych językach, w tym przynajmniej 8 językach sztucznych, przy średnim wzroście ogólnej liczby w granicach 2000–2700 zdań dziennie. Najwięcej zdań dostępnych jest w angielskim (który najczęściej służy jako baza pod tłumaczenia na inne języki), esperanto, hiszpańskim, niemieckim, francuskim i hiszpańskim. Po polsku jest obecnie dostępnych ponad 78 tys. zdań, co daje 14 miejsce w zestawieniu najpopularniejszych języków serwisu. Szczegółowe informacje na ten temat są dostępne na oficjalnej stronie portalu ze statystykami. Interfejs jest dostępny w 20 językach. Dostępne są procedury zarówno do utworzenia kolejnej wersji językowej interfejsu, jak i dodania języka do listy tłumaczonych.
Strona jest dostępna dla użytkowników niezarejestrowanych. Każdy posiada możliwość wyszukiwania i czytania zdań, jednak tylko po zalogowaniu można dodawać lub edytować tłumaczenia zdań (edycja jest możliwa tylko w przypadku „posiadania” zdania, kiedy jest się jego autorem lub przejmie się je od kogoś), z kolei tylko wybrani użytkownicy mogą zdania usuwać. Rozróżniane są tłumaczenia bezpośrednie i niebezpośrednie, co pozwala założyć ewentualne ryzyko błędu w przypadku tłumaczeń niebezpośrednich. Zdania są otagowane w zależności od ich charakteru, występowania nazw własnych, czy długości. Oznaczane są też zdania, których tłumaczenie nie jest na pewno poprawne. Tagować mogą jedynie wybrani użytkownicy.